# イギリス空軍博物館

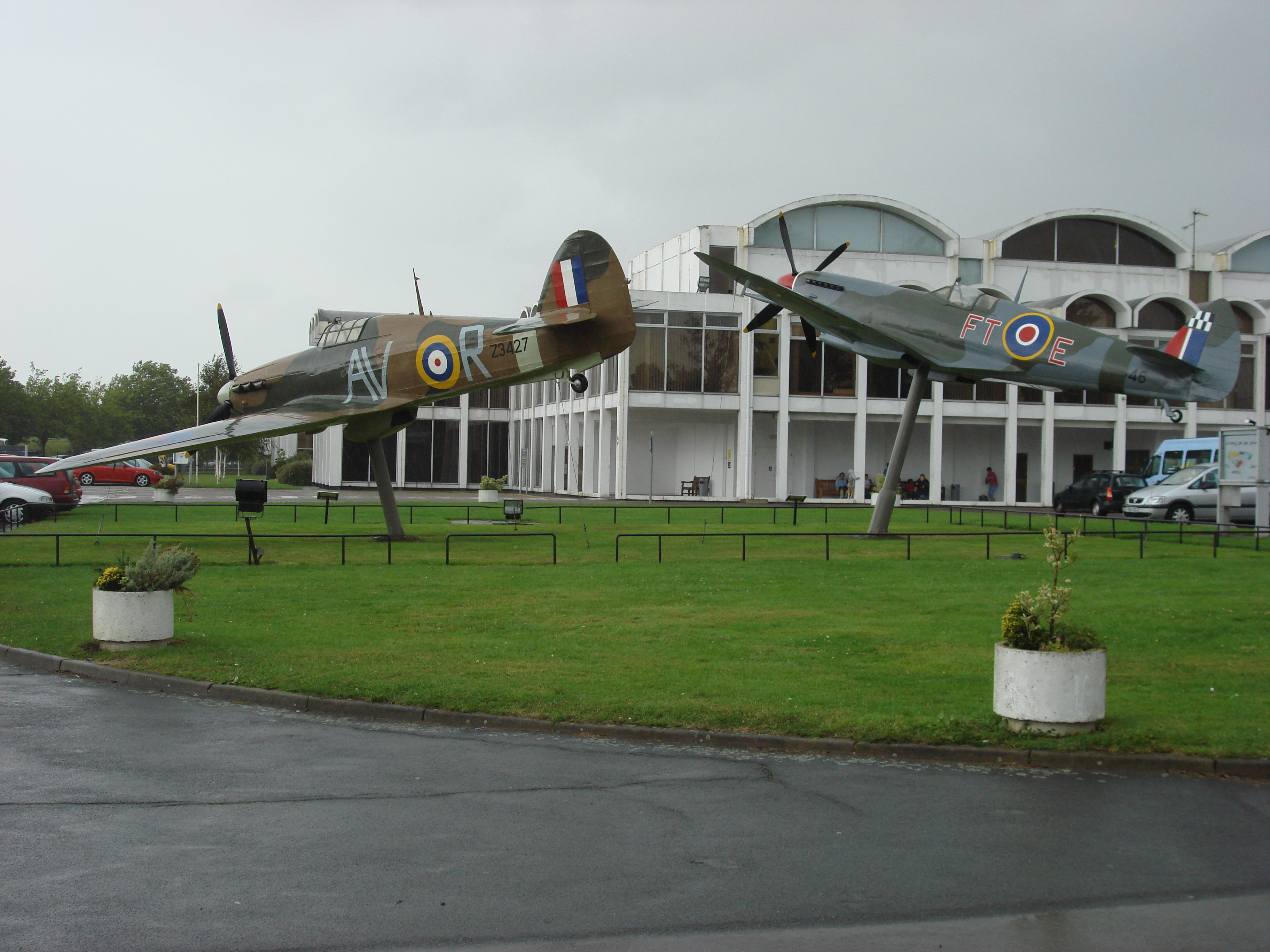
ロンドン館のホーカー ハリケーン（左）とスーパーマリン スピットファイア(双方ともレプリカ)

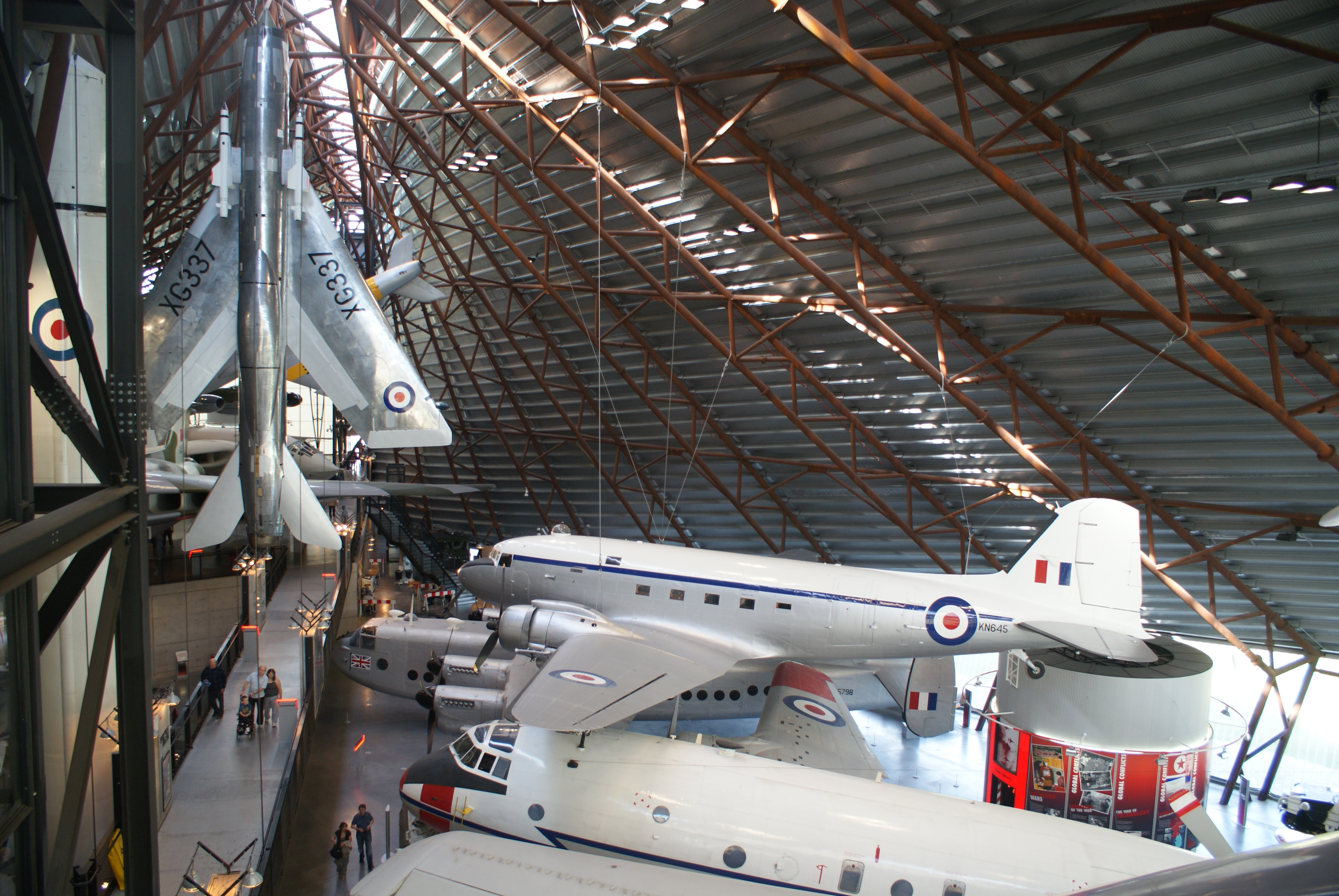
コスフォード館のダコタ Mk.IV(中央)とライトニング(左上)ほか

イギリス空軍博物館（イギリスくうぐんはくぶつかん、英語: Royal Air Force Museum）は、航空史とりわけイギリス空軍を主題とする、文化省が運営するイギリスの博物館。通称はRAF博物館(RAF Museum、RAFM)。

## 概要
イギリス国内に二館ある。
- ロンドン館(Royal Air Force Museum London)は、ロンドン北部郊外ヘンドン近くのコリンデイルにある。

開館時間10時～18時（12月24日から26日及び1月1日は閉館）
- コスフォード館(Royal Air Force Museum Cosford)は、ウルヴァーハンプトンの北西5マイルに位置するシュロップシャーのコスフォード航空技術大学（旧コスフォード空軍基地）内にある。

ここに展示されているスピットファイアの1/1模型は、ジェームズ・メイが番組の企画で制作した物で、エアフィックス社製の1/48模型を拡大し、FRPで作られている。

## 展示物
- 社名は50音順、機体はその企業が開発した順である。
- 出典は公式サイト。

### ロンドン館
| 製造社                                                                                  | 機名                                                                        | 画像 | 機体番号                       | 展示場                                   |
| --------------------------------------------------------------------------------------- | --------------------------------------------------------------------------- | ---- | ------------------------------ | ---------------------------------------- |
| A.V.ロー・アンド・カンパニー (アヴロ)                                                   | 504K                                                                        |      | E44                            | ハンガー2                                |
| アヴロ                                                                                  | 652A アンソン Mk.I                                                          |      | W2068                          | ハンガー5                                |
| アヴロ                                                                                  | 671 ロータ Mk.I                                                             |      | K4232                          | ハンガー3,4                              |
| アヴロ                                                                                  | 683 ランカスター Mk.I                                                       |      | R5868                          | ハンガー5                                |
| アブロ                                                                                  | 698 ヴァルカン B.2                                                          |      | XL318                          | ハンガー5                                |
| アルバトロス・フルークツォイクヴェルケ                                                  | D.Va (レプリカ)                                                             |      | D7347/17                       | ハンガー2                                |
| イングリッシュ・エレクトリック・カンパニー                                              | キャンベラ A PR.3                                                           |      | WE139                          | ハンガー3,4                              |
| エアスピード                                                                            | AS.10 オクスフォード Mk.I                                                   |      | MP425                          | ハンガー5                                |
| グロスター・エアクラフト・カンパニー                                                    | グラディエーター Mk.II                                                      |      | N5628                          | ハンガー3,4                              |
| グロスター・エアクラフト・カンパニー                                                    | ミーティア F.8                                                              |      | WH301                          | ハンガー3,4                              |
| ジェネラル・アトミックス・エアロノーティカル・システムズ                                | MQ-1B                                                                       |      | 03-3119                        | ハンガー6                                |
| ダグラス・エアクラフト                                                                  | ダコタ Mk.I (C-47A-10-DK スカイトレイン)                                    |      | KG437 42-92648                 | エアロノーツ・インタラクティヴ・センター |
| デ・ハヴィランド・エアクラフト・カンパニー                                              | DH.98 モスキート B.35                                                       |      | TJ138                          | ハンガー5                                |
| デ・ハヴィランド・エアクラフト・カンパニー                                              | DH.100 ヴァンパイア F.3                                                     |      | VT812                          | ハンガー3,4                              |
| デ・ハヴィランド・カナダ                                                                | DHC-1 チップマンク                                                          |      | WP962                          | ハンガー3,4                              |
| ノース・アメリカン・エイヴィエーション                                                  | ハーヴァード Mk.IIb                                                         |      | FE905                          | ハンガー3,4                              |
| ノース・アメリカン・エイヴィエーション                                                  | P-51D-30-NA マスタング (P-51D-5-NA/44-13317の塗装)                          |      | 44-74409 122-40949             | ハンガー5                                |
| ノース・アメリカン・エイヴィエーション                                                  | TB-25J-20/22-NA ミッチェル (のちTB-25N)                                     |      | 44-29366 108-32641             | ハンガー5                                |
| ハインケル・フルークツォイクヴェルケ                                                    | He 111H-20-R1                                                               |      | 701152                         | ハンガー5                                |
| ハインケル・フルークツォイクヴェルケ                                                    | He 162A-2 フォルクスイェーガー                                              |      | 120227 VN679                   | ハンガー5                                |
| パナヴィア・エアクラフト                                                                | トーネード F.3                                                              |      | ZE887                          | ハンガー3,4                              |
| パナヴィア・エアクラフト                                                                | トーネード GR.1b                                                            |      | ZA457                          | ハンガー6                                |
| ハンドレイ・ページ                                                                      | HP.58 ハリファックス Mk.II                                                  |      | W1048                          | ハンガー5                                |
| ハンドレイ・ページ                                                                      | HP.80 ヴィクター K.2                                                        |      | XM717                          | ハンガー5                                |
| フィアット・アヴィアジオーネ                                                            | CR.42 ファルコ                                                              |      | BT474                          | ハンガー3,4                              |
| フェアリー・エイヴィエーション・カンパニー                                              | バトル Mk.I                                                                 |      | L5343(修復時にL5340を一部使用) | ハンガー5                                |
| フォッカー・アエロプラーンバウ                                                          | D.VII                                                                       |      | 8417/18                        | ハンガー2                                |
| フォッケ・ヴルフ・フルークツォイクバウ                                                  | Fw 190A-8/U-1 ヴュルガー (のちFw 190F-8)                                    |      | 584219                         | ハンガー5                                |
| ブリティッシュ・エアロスペース(BAe)                                                     | ハリアーII GR.9a                                                            |      | ZG477                          | ハンガー6                                |
| ブレユウォ・エウォノチーキ (ブレリオット・エアロスペース)                               | XXVII                                                                       |      | 433                            | ハンガー2                                |
| ホーカー・エアクラフト                                                                  | ハート Mk.II                                                                |      | J9941                          | ハンガー3,4                              |
| ホーカー・エアクラフト                                                                  | ハリケーン Mk.I                                                             |      | P2617                          | ハンガー3,4                              |
| ホーカー・エアクラフト                                                                  | ハリケーン Mk.I                                                             |      | P3175                          | バトル・オブ・ブリテン・ホール           |
| ホーカー・エアクラフト                                                                  | テンペスト Mk.II                                                            |      | PR536                          | ハンガー3,4                              |
| ホーカー・エアクラフト                                                                  | テンペスト Mk.V                                                             |      | NV778                          | ハンガー3,4                              |
| ホーカー・エアクラフト                                                                  | ハンター FGA.9                                                              |      | XG154                          | ハンガー3,4                              |
| ホーカー・シドレー・エイヴィエーション (旧ブラックバーン)                               | バッカニア S.2b                                                             |      | XW547                          | ハンガー6                                |
| ホーカー・シドレー・エイヴィエーション (旧フォーランド)                                 | ナット T.1                                                                  |      | XR977                          | ハンガー1                                |
| マクダネル・ダグラス                                                                    | ファントム FGR.2                                                            |      | XV424                          | ハンガー3,4                              |
| メッサーシュミット (旧バイエリッシュ・フルークツォイクヴェルケ)                         | Bf 109E-3                                                                   |      | 4101 DG200                     | ハンガー3,4                              |
| メッサーシュミット                                                                      | Bf 110G-2                                                                   |      | 7303001                        | ハンガー5                                |
| ユーロピアン・ヘリコプター・インダストリーズ                                            | EH101 マーリン                                                              |      | ZJ116                          | ハンガー3,4                              |
| ユーロファイター・ヤークトフルークツォイク (ユーロファイター・パートナー・カンパニーズ) | DA-2 タイフーン                                                             |      | ZH588                          | ハンガー6                                |
| ユンカース・フルークツォイク・ウント・モトーレンヴェルケ                                | Ju 87G-2 シュトゥーカ                                                       |      | 494083                         | ハンガー5                                |
| リパブリック・エイヴィエーション                                                        | P-47D-40-RA サンダーボルト                                                  |      | KL216 45-49295                 | ハンガー3,4                              |
| ロッキード・コーポレーション                                                            | ハドソン Mk.IIIa                                                            |      | A16-199                        | ハンガー3,4                              |
| ロッキード・コーポレーション                                                            | L.100(WC-130E) ハーキュリーズ                                               |      | 64-0553                        | ハンガー6                                |
| ロッキード・マーティン                                                                  | ジョイント・ストライク・ファイター(JSF-1) F-35A ライトニングII プロトタイプ |      |                                | ハンガー1                                |
| イギリス海軍                                                                            | ピナス(小型の船舶)63ft Mk.1                                                 |      | 1374                           | 屋外展示                                 |
| イギリス海軍                                                                            | 救助・標的曳航船(RTTL)                                                      |      | 2757                           |                                          |

### コスフォード館
| 製造社                                                                                   | 名称                                              | 画像 | 機体番号                | 展示場                 |
| ---------------------------------------------------------------------------------------- | ------------------------------------------------- | ---- | ----------------------- | ---------------------- |
| アヴロ                                                                                   | 652A アンソン C.19                                |      | TX214                   | ハンガー1              |
| アヴロ                                                                                   | 685 ヨーク C.1                                    |      | TS798                   | 国内冷戦展示場         |
| アソシエイティッド・イクウィプメント・カンパニー(AEC)                                    | 重巡航戦車 A41 センチュリオン Mk.3                |      | 08 ZR 61                | 国内冷戦展示場         |
| アルヴィス・カー・アンド・エンジニアリング・カンパニー                                   | FV101 スコーピオン                                |      | 49 AT 27                | 国内冷戦展示場         |
| アルヴィス・カー・アンド・エンジニアリング・カンパニー                                   | FV601 サラディン                                  |      | 01 CC 38                | 国内冷戦展示場         |
| オースター・エアクラフト                                                                 | T.7 アンタークティック                            |      | WE600                   | ハンガー1              |
| オーストラリア国営 航空機製造社                                                          | マルカラミサイル                                  |      |                         | 国内冷戦展示場         |
| サー・W・G・アームストロング・ウィトワース                                               | AW.660 アーゴシー C.1                             |      | XP411                   | ハンガー1              |
| サー・W・G・アームストロング・ウィトワース (旧グロスター)                                | ミーティア NF.14                                  |      | WS843                   | 国内冷戦展示場         |
| ブラックバーン・エアクラフト                                                             | バッカニア S.1                                    |      | XN962                   | 国内冷戦展示場         |
| ブローム・ウント・フォス(ハンブルガー航空機製造)                                         | BV 246 ハーゲルコルン                             |      |                         | ハンガー1              |
| ブリティッシュ・モーター・コーポレーション(BMC)                                          | ミニ                                              |      | XCO 458                 | 国内冷戦展示場         |
| チェリャビンスク・トラクター工場設計局                                                   | BMP-1                                             |      | 449                     | 国内冷戦展示場         |
| バーミンガム・スモールアームズ・カンパニー(BSA)                                          | モーターサイクル                                  |      |                         | ハンガー1              |
| ブリストル・エアロプレイン                                                               | M.1C レプリカ                                     |      | C4994                   | ウォー・イン・ジ・エア |
| ブリストル・エアロプレイン                                                               | 175 ブリタニア 312                                |      | XM496 G-AOVF            |                        |
| ブリストル・エアロプレイン                                                               | 188                                               |      | XF926                   | テストフライト         |
| ブリストル・エアクラフト・カンパニー(BAC) (旧イングリッシュ・エレクトリック・カンパニー) | サンダーバードミサイル                            |      |                         | 国内冷戦展示場         |
| BAC                                                                                      | スウィングファイアミサイル                        |      |                         | 国内冷戦展示場         |
| BAC                                                                                      | TSR-2                                             |      | XR220                   | テストフライト         |
| BAC (旧ブリストル)                                                                       | ブラッドハウンドミサイル                          |      |                         | 国内冷戦展示場         |
| ブリティッシュ・エアロスペース(BAe)                                                      | エクスペリメンタル・エアクラフト・プログラム(EAP) |      | ZF534                   | テストフライト         |
| BAe                                                                                      | SRAAM                                             |      |                         | 国内冷戦展示場         |
| BAe                                                                                      | トラックトゥ・レイピア (レイピアミサイル)         |      | 49 KB 50                | 国内冷戦展示場         |
| BAeダイナミクス                                                                          | シー・スクアミサイル                              |      |                         | 国内冷戦展示場         |
| ボールトン・ポール                                                                       | デファイアント                                    |      | N1671                   | ウォー・イン・ジ・エア |
| ボールトン・ポール                                                                       | バリオール                                        |      | WL732                   | ハンガー1              |
| カナデア                                                                                 | セイバー F Mk.4 (カナデア製F-86)                  |      | 19666 XB812 MM19666 566 | 国内冷戦展示場         |
| 川崎航空機                                                                               | キ100 (五式戦闘機一型〈乙〉)                      |      | 163365                  | ウォー・イン・ジ・エア |
| クロッスリー                                                                             | Ptn 1940                                          |      |                         | ウォー・イン・ジ・エア |
| コンソリデーティド・エアクラフト                                                         | PBY-6A カタリナ                                   |      | 63993 L-866             | 屋外展示               |
| コンパー・エアクラフト・カンパニー                                                       | CLA.7 スウィフト                                  |      | G-ACGL                  | ハンガー1              |
| コーギー・モーターサイクル・カンパニー                                                   | フォールディング・モーターサイクル                |      |                         | ウォー・イン・ジ・エア |
| ダグラス・エアクラフト                                                                   | ダコタ Mk.IV C-47B-35-DK スカイトレイン           |      | 44-77003 KN645          | 国内冷戦展示場         |
| デイヴィッド・ブラウン・エンジニアリング                                                 | エアクラフト・トラクター                          |      |                         | ハンガー1              |
| デ・ハヴィランド・エアクラフト・カンパニー                                               | DH.82A タイガーモス (タイガーモス Mk.II)          |      | T6296                   | ハンガー1              |
| デ・ハヴィランド・エアクラフト・カンパニー                                               | DH.98 モスキート TT.35                            |      | TA639                   | ウォー・イン・ジ・エア |
| デ・ハヴィランド・エアクラフト・カンパニー                                               | DH.104 デヴォン                                   |      | VP952                   | ハンガー1              |
| デ・ハヴィランド・エアクラフト・カンパニー                                               | DH.106 コメット 1XB                               |      | G-APAS                  | ハンガー1              |
| デ・ハヴィランド・カナダ                                                                 | DHC-1 チップマンク                                |      | WP912                   | ハンガー1              |
| ダグラス・イクウィプメント                                                               | マーキュリー航空機運搬車                          |      |                         | 屋外展示               |
| イングリッシュ・エレクトリック・カンパニー                                               | キャンベラ PR.9                                   |      | XH171                   | 国内冷戦展示場         |
| イングリッシュ・エレクトリック・カンパニー                                               | ライトニング F.1/P.1B                             |      | XG337                   | 国内冷戦展示場         |
| イングリッシュ・エレクトリック・カンパニー                                               | ライトニング P.1A                                 |      | WG760                   | テストフライト         |
| フィーゼラー・フルークツォイクバウ                                                       | Fi 103 (V-1飛行爆弾)                              |      |                         | ハンガー1              |
| フィーゼラー・フルークツォイクバウ                                                       | Fi 156C-7 シュトゥルヒ                            |      | VP746                   | ウォー・イン・ジ・エア |
| フェアチャイルド                                                                         | F.24 アーガス                                     |      | G-AIZE/FS628            | ハンガー1              |
| フェアリー・エイヴィエーション・カンパニー                                               | FD.2(デルタII)                                    |      | WG777                   | テストフライト         |
| フェアリー・エイヴィエーション・カンパニー                                               | ファイアフラッシュミサイル                        |      |                         | ハンガー1              |
| フェアリー・エイヴィエーション・カンパニー                                               | セバレーション・テスト・ヴィークル(STV)           |      |                         | ハンガー1              |
| フォッケ・アハゲリス                                                                     | Fa 330A-1 バッハシュテルツェ                      |      | 100503                  | ウォー・イン・ジ・エア |
| フォッケ・ヴルフ・フルークツォイクバウ                                                   | Fw 190A-8/R6 ヴュルガー                           |      | 733682/AM75             | ウォー・イン・ジ・エア |
| ジェネラル・ダイナミクス                                                                 | F-111F-CF                                         |      | 74-0177                 | 国内冷戦展示場         |
| ミッテルベルク                                                                           | A-4 (V-2ロケット)                                 |      |                         | ハンガー1              |
| グロスター・エアクラフト・カンパニー                                                     | グラディエーター Mk.I                             |      | K8042                   | ウォー・イン・ジ・エア |
| グロスター・エアクラフト・カンパニー                                                     | ジャヴェリン FAW1                                 |      | XA564                   | 国内冷戦展示場         |
| グロスター・エアクラフト・カンパニー                                                     | ミーティア F.8                                    |      | WK935                   | テストフライト         |
| ハンドレイ・ページ                                                                       | ヘイスティングス                                  |      | TG511                   | 国内冷戦展示場         |
| ハンドレイ・ページ                                                                       | ヴィクター K.2                                    |      | XH672                   | 国内冷戦展示場         |
| ホーカー・エアクラフト                                                                   | シグネット                                        |      | G-EBMB                  | ハンガー1              |
| ホーカー・エアクラフト                                                                   | ハート練習機                                      |      | K4972                   | ハンガー1              |
| ホーカー・エアクラフト                                                                   | ハリケーン Mk.IIc                                 |      | LF738                   | ウォー・イン・ジ・エア |
| ホーカー・エアクラフト                                                                   | ハンター F.4                                      |      | XE670                   | 国内冷戦展示場         |
| ホーカー・エアクラフト                                                                   | ハンター T.7A                                     |      | XL568                   | 国内冷戦展示場         |
| ホーカー・シドレー・エイヴィエーション (旧デ・ハヴィランド)                              | HS.125 ドミネ T Mk.1 (旧DH.125 ジェットドラゴン)  |      | XS709                   |                        |
| ホーカー・シドレー・エイヴィエーション                                                   | HS.780 アンドーヴァー E3A                         |      | XS639                   | ハンガー1              |
| ホーカー・シドレー・エイヴィエーション (旧ホーカー)                                      | ハンター F.6A                                     |      | XG225                   |                        |
| ホーカー・シドレー・エイヴィエーション                                                   | ニムロッド R Mk.1                                 |      | XV249                   |                        |
| ホーカー・シドレー・エイヴィエーション                                                   | ヴァルカン B.2                                    |      | XM598                   | 国内冷戦展示場         |
| ホーカー・シドレー・エイヴィエーション                                                   | ブルースティールミサイル                          |      |                         | 国内冷戦展示場         |
| ホーカー・シドレー・エイヴィエーション                                                   | ケストレル FGA.1                                  |      | XS695                   | テストフライト         |
| ホーカー・シドレー・エイヴィエーション                                                   | レッドトップ空対空ミサイル                        |      |                         | 国内冷戦展示場         |
| ヘンシェル・ウント・ゾーン                                                               | Hs 293ミサイル                                    |      |                         | ハンガー1              |
| メッサーシュミット                                                                       | エンジアン地対空ミサイル                          | 左奥 |                         | ハンガー1              |
| ハンティング                                                                             | H.126                                             |      | XN714                   | テストフライト         |
| ハンティング・パーシヴァル                                                               | ペンブローク C.1                                  |      | WV746                   | ハンガー1              |
| ハグランド・サナー(ボーリンダー・マンクテル社 からのライセンス生産)                      | Bv 202雪上車                                      |      | 31 GX 23                | 国内冷戦展示場         |
| ユンカース・フルークツォイク・ウント・モトーレンヴェルケ                                 | Ju 52/3m(CASA 352L)                               |      | G-AFAP                  | ハンガー1              |
| ユンカース・フルークツォイク・ウント・モトーレンヴェルケ                                 | Ju 88                                             |      | 360043 PJ876            | ウォーイン・ジ・エア   |
| クラウス＝マッファイ                                                                     | レオパルト 1 A5                                   |      | 343 156                 | 国内冷戦展示場         |
| ランドローヴァー                                                                         | シリーズ 1                                        |      | 55 AA 89                | ハンガー1              |
| リスター                                                                                 | ワークストラック                                  |      |                         | ウォー・イン・ジ・エア |
| ロッキード・コーポレーション                                                             | L-382 Mk.3 (C-130K-LO ハーキュリーズ)             |      | XV202 66-8552 382-4226  |                        |
| ロッキード・コーポレーション                                                             | UGM-27 ポラリスミサイル A3                        |      |                         | 国内冷戦展示場         |
| ロッキード・コーポレーション                                                             | SP-2H ネプチューン                                |      | 204(オランダ海軍)       |                        |
| マクダネル・ダグラス                                                                     | ファントムII FG.1 (F-4-MC ファントムII)           |      | XV591                   | 国内冷戦展示場         |
| メッサーシュミット                                                                       | Bf 109G-2                                         |      | 10639 RN228             | ウォー・イン・ジ・エア |
| メッサーシュミット                                                                       | Me 163B-1a コメート                               |      | 191614                  | ウォー・イン・ジ・エア |
| メッサーシュミット                                                                       | Me 262A-2a シュヴァルべ                           |      | 112372 VK893            | ウォー・イン・ジ・エア |
| メッサーシュミット                                                                       | Me 410A-1/U2 ホルニッセ                           |      | 420430                  | ウォー・イン・ジ・エア |
| ミニエ(ミグネット)                                                                       | HM.293 フライングフレア(プー・ド・シェルの型)     |      | G-AEEH                  | ハンガー1              |
| ミコヤン・グレヴィッチ設計局 (MiG)                                                       | MiG-15bis                                         |      | 001120                  | 国内冷戦展示場         |
| MiG                                                                                      | MiG-21PF                                          |      | 7105                    | 国内冷戦展示場         |
| 三菱重工業                                                                               | キ46 一〇〇式司令部偵察機三型甲                   |      | 5439                    | ウォー・イン・ジ・エア |
| モリス・マイナー                                                                         | トラヴェラー                                      |      | 39 FJ 01                | ハンガー1              |
| オペル                                                                                   | セネイター 2.8i                                   |      |                         | 国内冷戦展示場         |
| パーシヴァル・エアクラフト                                                               | P.56 プロヴォスト T.1                             |      | WV562 7607M             | ハンガー1              |
| フィルコ・フォード                                                                       | AIM9B サイドワインダーミサイル                    |      |                         | 国内冷戦展示場         |
| イギリス空軍                                                                             | Mk.30軽魚雷                                       |      |                         | ウォー・イン・ジ・エア |
| レイセオン                                                                               | AIM7 スパローミサイル                             | (左) |                         | 国内冷戦展示場         |
| レモテック                                                                               | ウィールバロウミサイル Mk.7                       |      |                         | 国内冷戦展示場         |